# Bogdan Mitrea
Bogdan Alexandru Mitrea (Cluj-Napoca, 29 settembre 1987) è un ex calciatore rumeno, di ruolo difensore.

## Caratteristiche tecniche
Centrale difensivo, in grado di adattarsi a terzino sinistro. Forte fisicamente e nel gioco aereo, nel suo repertorio rientrano il tiro dalla distanza, la precisione sui calci piazzati e il senso del goal.

## Carriera

### Club
Muove i suoi primi passi nel settore giovanile dell'Universitatea Cluj. Nel 2011 - dopo una lunga gavetta nelle serie inferiori - viene prelevato dal CSMS Iași. Esordisce nella massima serie rumena il 22 luglio 2012 contro l'Oțelul Galați. Termina l'annata con 19 presenze e una rete.
Nel 2013 passa al Viitorul Constanța, in Liga I. Mette a segno le sue prime reti con la nuova maglia il 30 novembre 2013 ai danni dell'Oțelul Galați (partita vinta 4-3).
Il 15 gennaio 2016 passa a titolo definitivo all'Ascoli, legandosi alla società marchigiana per mezzo di un contratto valido fino al 2017. Esordisce con la nuova maglia tre giorni dopo contro l'Entella.
Fuori dai progetti tecnici della società, il 29 luglio 2016 passa in prestito allo Steaua Bucarest. Il 24 agosto esordisce nelle competizioni europee contro il Manchester City (1-0 per gli inglesi), partita valida per i preliminari di Champions League.
Il 24 gennaio 2017 si trasferisce a Cipro, firmando un contratto valido fino al 30 giugno 2018 con l'AEL Limassol.

### Nazionale
Il 26 maggio 2014 viene convocato dal CT Anghel Iordănescu in vista degli impegni contro Albania e Algeria. Assiste i compagni in entrambe le occasioni dalla panchina, senza scendere in campo.

## Statistiche

### Presenze e reti nei club
Statistiche aggiornate al 21 dicembre 2023.
| Stagione                  | Squadra                   | Campionato                | Campionato | Campionato | Coppe nazionali | Coppe nazionali | Coppe nazionali | Coppe continentali | Coppe continentali | Coppe continentali | Altre coppe | Altre coppe | Altre coppe | Totale | Totale |
| Stagione                  | Squadra                   | Comp                      | Pres       | Reti       | Comp            | Pres            | Reti            | Comp               | Pres               | Reti               | Comp        | Pres        | Reti        | Pres   | Reti   |
| ------------------------- | ------------------------- | ------------------------- | ---------- | ---------- | --------------- | --------------- | --------------- | ------------------ | ------------------ | ------------------ | ----------- | ----------- | ----------- | ------ | ------ |
| 2011-2012                 | FC Politehnica Iași       | L2                        | 21         | 2          | CR              | 0               | 0               | -                  | -                  | -                  | -           | -           | -           | 21     | 2      |
| 2012-2013                 | FC Politehnica Iași       | L1                        | 19         | 1          | CR              | 0               | 0               | -                  | -                  | -                  | -           | -           | -           | 19     | 1      |
| Totale CSMS Iași          | Totale CSMS Iași          | Totale CSMS Iași          | 40         | 3          |                 | 0               | 0               |                    | -                  | -                  |             | -           | -           | 40     | 3      |
| 2013-2014                 | Viitorul Costanza         | L1                        | 29         | 3          | CR              | 2               | 0               | -                  | -                  | -                  | -           | -           | -           | 31     | 3      |
| 2014-2015                 | Viitorul Costanza         | L1                        | 30         | 14         | CR+CdL          | 0+1             | 0               | -                  | -                  | -                  | -           | -           | -           | 31     | 14     |
| 2015-gen. 2016            | Viitorul Costanza         | L1                        | 22         | 2          | CR+CdL          | 2+1             | 0               | -                  | -                  | -                  | -           | -           | -           | 25     | 2      |
| Totale Viitorul Constanța | Totale Viitorul Constanța | Totale Viitorul Constanța | 81         | 19         |                 | 6               | 0               |                    | -                  | -                  |             | -           | -           | 87     | 19     |
| gen.-giu. 2016            | Ascoli                    | B                         | 16         | 0          | CI              | -               | -               | -                  | -                  | -                  | -           | -           | -           | 16     | 0      |
| 2016-gen. 2017            | Steaua Bucarest           | L1                        | 5          | 0          | CR+CdL          | 1+1             | 0               | UCL+UEL            | 1+1                | 0                  | -           | -           | -           | 9      | 0      |
| gen.-giu. 2017            | AEL Limassol              | A                         | 4+10       | 0+1        | CC              | 2               | 0               | -                  | -                  | -                  | -           | -           | -           | 16     | 1      |
| 2017-2018                 | AEL Limassol              | A                         | 24+4       | 2          | CC              | 0               | 0               | UEL                | 6                  | 0                  | -           | -           | -           | 34     | 2      |
| Totale AEL Limassol       | Totale AEL Limassol       | Totale AEL Limassol       | 42         | 3          |                 | 2               | 0               |                    | 6                  | 0                  |             | -           | -           | 50     | 3      |
| 2018-2019                 | Doxa Katōkopias           | A                         | 21+8       | 2          | CC              | 2               | 0               | -                  | -                  | -                  | -           | -           | -           | 31     | 2      |
| 2019-2020                 | Spartak Trnava            | SL                        | 20         | 6          | CS              | 4               | 1               | UEL                | 3                  | 1                  | SS          | 1           | 0           | 28     | 8      |
| 2020-2021                 | Sepsi                     | L1                        | 27+11      | 3+2        | CR              | 1               | 0               | -                  | -                  | -                  | -           | -           | -           | 39     | 5      |
| 2021-2022                 | Sepsi                     | L1                        | 28+9       | 4+1        | CR              | 6               | 1               | UECL               | 1                  | 0                  | -           | -           | -           | 44     | 6      |
| ago. 2022                 | Sepsi                     | L1                        | 5          | 1          | CR              | 0               | 0               | UECL               | 4                  | 0                  | SR          | 1           | 0           | 19     | 2      |
| Totale Sepsi              | Totale Sepsi              | Totale Sepsi              | 80         | 11         |                 | 7               | 1               |                    | 5                  | 0                  |             | 1           | 0           | 93     | 12     |
| ago. 2022-2023            | U Craiova                 | L1                        | 16+3       | 2          | CR              | 2               | 0               | UECL               | -                  | -                  | -           | -           | -           | 21     | 2      |
| 2023-2024                 | U Cluj                    | L1                        | 20         | 2          | CR              | 2               | 0               | -                  | -                  | -                  | -           | -           | -           | 22     | 2      |
| Totale carriera           | Totale carriera           | Totale carriera           | 352        | 48         |                 | 27              | 2               |                    | 16                 | 1                  |             | 2           | 0           | 397    | 51     |

### Cronologia presenze e reti in nazionale
| Cronologia completa delle presenze e delle reti in nazionale ― Romania | Cronologia completa delle presenze e delle reti in nazionale ― Romania | Cronologia completa delle presenze e delle reti in nazionale ― Romania | Cronologia completa delle presenze e delle reti in nazionale ― Romania | Cronologia completa delle presenze e delle reti in nazionale ― Romania | Cronologia completa delle presenze e delle reti in nazionale ― Romania | Cronologia completa delle presenze e delle reti in nazionale ― Romania | Cronologia completa delle presenze e delle reti in nazionale ― Romania |
| Data                                                                   | Città                                                                  | In casa                                                                | Risultato                                                              | Ospiti                                                                 | Competizione                                                           | Reti                                                                   | Note                                                                   |
| ---------------------------------------------------------------------- | ---------------------------------------------------------------------- | ---------------------------------------------------------------------- | ---------------------------------------------------------------------- | ---------------------------------------------------------------------- | ---------------------------------------------------------------------- | ---------------------------------------------------------------------- | ---------------------------------------------------------------------- |
| 11-11-2020                                                             | Ploiești                                                               | Romania                                                                | 5 – 3                                                                  | Bielorussia                                                            | Amichevole                                                             | 1                                                                      | 75’                                                                    |
| Totale                                                                 |                                                                        | Presenze                                                               | 1                                                                      |                                                                        | Reti                                                                   | 1                                                                      |                                                                        |

## Palmarès

### Club

#### Competizioni nazionali
- Liga IV: 1

Seso Câmpia Turzii: 2007-2008
- Coppa di Romania: 1

Sepsi: 2021-2022
- Supercoppa di Romania: 1

Sepsi: 2022